# Eat Me, Drink Me
Az Eat Me, Drink Me Marilyn Manson hatodik stúdióalbuma, amely 2007. június 5-én jelent meg világszerte. Az album 2007. május 1-jén kikerült a fájlcserélő hálózatokra, amire válaszul Manson másnap lejátszatta az egész albumot egy chicagoi rádióban.
Korábbi albumaihoz képest ezen a lemezen az érzelmeken van a hangsúly, ahogy korábban a Mechanical Animals albumon. Ez alkalommal nem a nagyközönséget, hanem sokkal inkább az együttes rajongóit lepte meg. Az énekesük többször elmondta: "Ezen a lemezen azt az oldalamat láthatják, amit eddig még nem - az emberi oldalam". Nagy hatással volt az énekesre exfeleségével, Dita von Teese-el való válása és új barátnője, Evan Rachel Wood iránt érzett szerelme.
Az albumról két számhoz (Heart-Shaped Glasses és Putting Holes In Happiness) készült videóklip.

## Számok
1. If I Was Your Vampire
2. Putting Holes in Happiness
3. The Red Carpet Grave
4. They Said Hell Is Not Hot
5. Just a Car Crash Away
6. Heart-Shaped Glasses (When the Heart Guides the Hand)
7. Evidence
8. Are You the Rabbit?
9. Mutilation is the Most Sincere Form of Flattery
10. You and Me and The Devil Makes 3
11. EAT ME, DRINK ME

## Bónusz Számok
Egyes kiadásokon találhatók az alábbi számok egyike is:
1. Heart-Shaped Glasses (When The Heart Guides The Hand) Inhuman Remix by Jade E Puget
2. Heart-Shaped Glasses (When The Heart Guides The Hand) Space Cowboy Remix
3. Putting Holes In Happiness (Acoustic)